# Yannick Stopyra
Yannick Stopyra (* 9. Januar 1961 in Troyes, Aube) ist ein ehemaliger französischer Fußballspieler.

## Vereinskarriere
Stopyra stammt aus einer Familie, die ihm kaum eine andere Möglichkeit ließ, als selbst auch Fußballer zu werden: seine Urgroßmutter gehörte zu den Gründungsmitgliedern des FC Lorient, sein Onkel Antoine Cuissard war in den 1940/50er Jahren 27-facher Nationalspieler, sein Cousin Yvon Goujon kam in den 1960ern elfmal und auch sein Vater Julien (1960, allerdings nur einmal) in der Équipe Tricolore zum Einsatz. In Redon (Département Ille-et-Vilaine, Bretagne) unternahm Yannick Stopyra seine ersten fußballerischen Gehversuche; sein Talent wurde früh erkannt und Yannick in die Fußballschule des FC Sochaux aufgenommen, bei dem er 1979 auch einen Profivertrag unterschrieb. Bereits in seiner ersten Saison in der höchsten französischen Liga gehörte er zur Stammelf der Sochaliens und bestritt 34 Spiele in der Division 1; am Ende dieser Spielzeit war der junge Mittelstürmer französischer Vizemeister und hatte selbst 14 Tore dazu beigetragen. Außerdem erhielt er im Februar 1980, gerade 19 Jahre geworden, seine erste Berufung in die französische Fußballnationalmannschaft. In den folgenden drei Jahren erzielte Stopyra in weiteren 109 Spielen für Sochaux 38 Tore. 1983 zog es ihn in die heimatliche Bretagne zurück; allerdings konnte er den Abstieg von Stade Rennes auch nicht verhindern. 
Ähnlich erfolgreich wie in Sochaux war er noch einmal zwischen 1984 und 1988 bei Toulouse FC, hatte anschließend auch bei Girondins Bordeaux ein gutes Jahr, wurde aber in seiner zweiten dortigen Saison (1989/90) nur noch in einem Ligaspiel eingesetzt. Deshalb wechselte er mitten in der Spielzeit zu AS Cannes (bis 1991). Anschließend ließ er seine aktive Laufbahn beim FC Metz und dem unterklassigen FC Mulhouse ausklingen. Insgesamt hat er in der höchsten französischen Liga 422 Spiele bestritten und 124 Tore geschossen, wurde allerdings mit seinen Klubs weder Meister noch Pokalsieger.

## Der Nationalspieler
Zwischen Februar 1980 und April 1988 spielte Yannick Stopyra insgesamt 33-mal in der Équipe Tricolore und erzielte für diese elf Tore. Allerdings folgte seinem erfolgreichen Debüt (eingewechselt zur zweiten Halbzeit und 20 Minuten später bereits sein erstes Länderspieltor) eine längere Zeit, in der ihn Nationaltrainer Michel Hidalgo kaum berücksichtigte: zweiter Kurzeinsatz im September 1981, ein noch kürzerer dritter im Mai 1982 – und die WM in Spanien fand ohne Stopyra statt. Obwohl er danach häufiger spielte und traf, fand er auch bei Frankreichs Gewinn der Europameisterschaft (1984) keine Berücksichtigung. Erst anschließend, unter Hidalgos Nachfolger Henri Michel, wurde Yannick Stopyra Stammspieler der Bleus; bei der Fußball-Weltmeisterschaft 1986 stand er in sechs der sieben Spiele auf dem Platz und erzielte auch zwei Treffer, traf zudem beim Elfmeterschießen gegen Brasilien im Viertelfinale. Der dritte Platz bei diesem Turnier war auf internationaler Ebene Stopyras größter Erfolg.

## Leben nach der aktiven Zeit
Heute gibt Yannick Stopyra seine Erfahrungen an Jugendliche weiter: er ist Direktor des Centre de Formation des französischen Fußballverbands FFF für den Nordosten des Landes in Madine/Meuse. Im November 2006 verpflichtete ihn der Qatar Club als Cheftrainer.

## Erfolge
- WM-Dritter 1986 in Mexiko
- Tournoi de France (1988)